# 鄂尔多斯路街道
鄂尔多斯路街道，是中华人民共和国内蒙古自治区呼和浩特市玉泉区下辖的一个乡镇级行政单位。

## 行政区划
鄂尔多斯路街道下辖以下地区：
巴彦乌素社区、绿苑社区、兴隆小区社区、牧科院社区和华宇社区。